# Sarbice
Sarbice – wieś w Polsce położona w województwie wielkopolskim, w powiecie tureckim, w gminie Przykona.
W latach 1975–1998 miejscowość administracyjnie należała do województwa konińskiego.
Wieś leży nad rzeką Teleszyną.
Niegdyś znajdowała się w gromadzie Słomów Kościelny i należała do leżącej po drugiej stronie rzeki Warty parafii Wilamów.
W 1926 roku założono działającą do dziś Szkołę Podstawową.
Początek elektryfikacji wsi miał miejsce w 1963 roku.